# Landéda

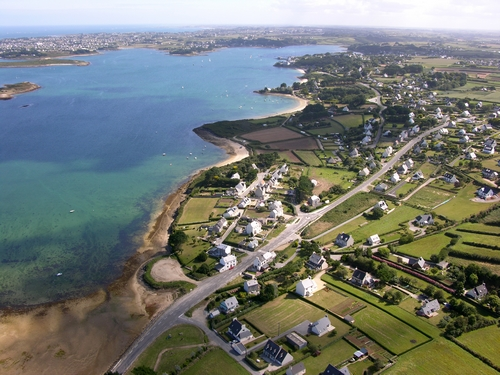
Landéda, widok z lotu ptaka

Landéda (bret. Landeda) – miejscowość i gmina we Francji, w regionie Bretania, w departamencie Finistère.
Według danych na rok 1990 gminę zamieszkiwało 2666 osób, a gęstość zaludnienia wynosiła 243 osoby/km² (wśród 1269 gmin Bretanii Landéda plasuje się na 217. miejscu pod względem liczby ludności, natomiast pod względem powierzchni na miejscu 806.).